# Caa (Elide)
Caa (in greco antico: Χάας?) era una città dell'antica Grecia ubicata in Elide.

## Storia
Strabone la indica nelle vicinanze di Lepreo, nella pianura di Epasia e segnala che vi era la supposta tomba di Yardano. Il geografo dice che alcuni erano del parere che Caa doveva essere posizionata dove, secondo quanto dice Omero nell'Iliade, si svolse la guerra tra Pylos e Arcadia.